# Kire-Uriwari (metropolitana di Osaka)
Kire-Uriwari (喜連瓜破駅?, Kire-Uriwari-eki) (T33) è una stazione della metropolitana di Osaka situata nel quartiere di Hirano-ku.

## Struttura
La stazione è dotata di una manchina centrale con due binari sotterranei.
| 1 | Linea Tanimachi |  | per Yaominami                                     |
| 2 | Linea Tanimachi |  | per Tennōji, Higashi-Umeda, Miyakojima e Dainichi |

## Stazioni adiacenti
| «               | Servizio        | »               |
| Linea Tanimachi | Linea Tanimachi | Linea Tanimachi |
| --------------- | --------------- | --------------- |
| Hirano          | Locale          | Deto            |